# Denis Stuart Rose

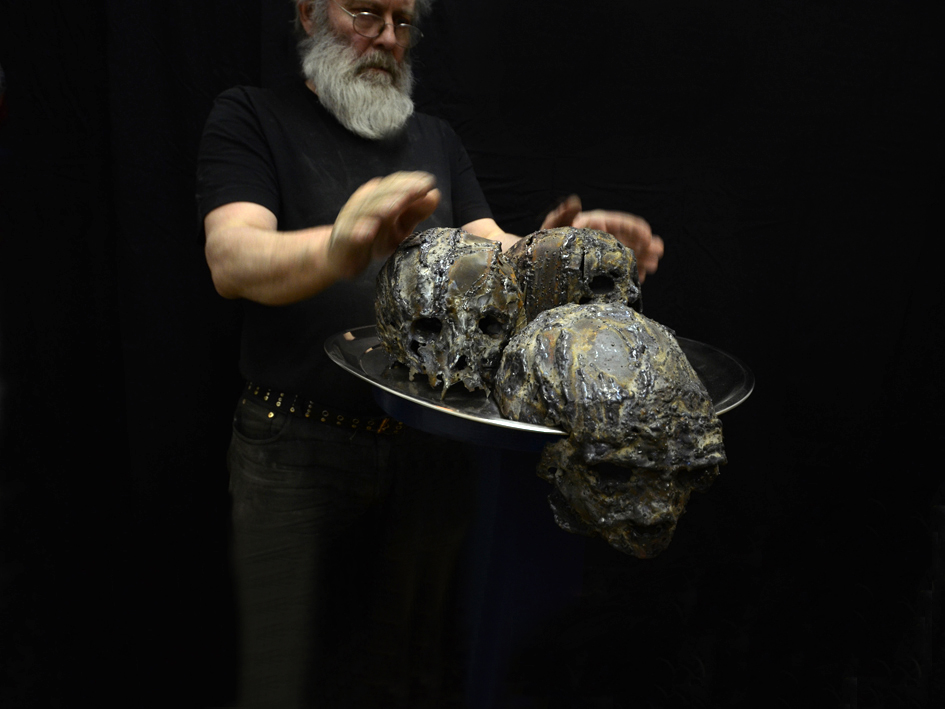
Denis Stuart Rose

Denis Stuart Rose (* 6. April 1953 in Wiesbaden) ist ein deutscher Bildhauer, Plastiker des Realismus sowie Video- und Environment-Künstler.

## Leben und Wirken
Rose studierte von 1974 bis 1980 Freie Kunst an der Hochschule für Bildende Künste Braunschweig. Einen Abschluss erhielt er als Meisterschüler bei Roland Dörfler. Seit 1980 ist Rose freischaffend in Braunschweig und teilweise in Budapest tätig. 1990 war er Mitbegründer der Künstlergruppe „Braunschweiger Schule der verlorenen Figur“ (gemeinsam mit Sven Brandes und Hans Wesker). Er nahm an mehreren Symposien teil. Er ist Mitglied der Europäischen Totentanz-Vereinigung Association Danses Macabres D’Europe e. V.
Roses Werke zeigen gesellschaftliche Widersprüche auf. Er arbeitet in Zyklen, so zum Beispiel u. a. zu den Themen Psychiatrie, staatliche Repression, Krieg, Totentanz, Die 7 Todsünden. Stets beschäftigen sich seine Auseinandersetzungen mit der menschlichen Existenz am Rande der Gesellschaft. Seine Werke wurden im Lauf der Zeit im Ausdruck radikaler.
Seit 2017 befinden sich einige seiner Plastiken im Skulpturenpark des Wasserschlosses Wendhausen.
2023 wurde Denis Stuart Rose mit seinem Werk in die Künstlerdatenbank und das Nachlassarchiv Niedersachsen aufgenommen.
2024 Zweite Platz beim Entwurfswettbewerb der Stadt Braunschweig für die Plastik in „Gedenken an Fritz Bauer“.

### Einzelausstellungen (Auswahl)
1981

- Galerie Broetzinger Art, Pforzheim
- Galerie KK, Braunschweig
- Galerie in der Koppel, Hamburg
- Das Haus, Berlin

1982
- Atelier Roonstraße e.V., Köln
- Galerie Apex, Göttingen

1983
- Galerie Weinand Bessoth, Saarbrücken
- Kunstverein Siegen

1985
- Galerie KK, Braunschweig
- Städtische Galerie Schloss Oberhausen

1987
- Städtisches Museum Oldenburg
- Schaufenstergalerie, Kassel, „Die Mörder sind unter uns...“, 1989
- Alte Synagoge, Essen
- Haus am Lützowplatz, Berlin

1991
- Galerie Fisch, Braunschweig, „Das Intellektuellenkarussell“

1992
- Galerie im Hof Akkerboom, Kiel, „Das Ikarus Projekt“

1994
- Leopoldina Akademie, Schweinfurt

1998
- Vízivárosi Galéria, Budapest, Ungarn

1999
- Hidegzuhany Galéria, Tatabánya, Ungarn, „Headache“

2000
- Müvészet Malom, Szentendre, Ungarn, „Nemet terek“

2002
- Allgemeiner Konsumverein, Braunschweig, „Variationen zu Imre Kertész“
- Galerie Apex, Göttingen

2003
- Atelier Hollmeyer, Braunschweig

2004
- Kreuzgang Brüdernkirche, Braunschweig

2006
- Bundesministerium der Justiz, Berlin, „Just in Time“

2011
- Videospace, Budapest, Ungarn, „Kemény idök“
- Landeshaus des Landschaftsverbands Rheinland, Köln

2012
- Landeshaus des Landschaftsverbands Rheinland, Köln
- Allgemeiner Konsumverein, Braunschweig, „Was ist uns fremder und zugleich vertrauter als der Tod?“

2016
- einRaum5-7, Braunschweig, „Kleine Attentate“

2018
- Allgemeiner Konsumverein, Braunschweig, „Trotzköpfe“

2019
- einRaum5-7, Braunschweig, „Die 7 Todsünden“

2022
- Projektraum K2, Braunschweig, „Träume wurden Wirklichkeit?“

2023
- einRaum5-7, Braunschweig, „Der konservierte Tod“

### Ausstellungen der “Braunschweiger Schule der verlorenen Figur”
- 1990: Galerie Smeets, Weil am Rhein
- 1991: Galerie Süd, Magdeburg
- 1992: Galerie Apex, Göttingen
- 1993: Galerie 68elf, Köln
- 1994: Kunstverein Schloss Röderhof, Halberstadt
- 1996: Galerie KK im Fisch, Braunschweig

### Ausstellungsbeteiligungen (Auswahl)
1983
- Notzeit oder 7x ich, Brunsviker Pavillon, Kiel
- sonst schmücken wir das Schlachthaus mit Geranien, GAK, Bremen

1985
- 5. Bremer Skulpturenausstellung, Wallanlage, Bremen

1986
- Biennale an der Ruhr, Städt. Galerie Schloss Oberhausen

1987
- Ostsee-Biennale, Kunsthalle, Rostock

1988
- Plastik im Freien, Schlosspark, Oldenburg;
- Kunst aus westdeutschen Ateliers, Sofia, Bulgarien

1989
- Standpunkte, Kunstverein, Wolfsburg

1992
- Von Bett zu Bett, Künstlerforum, Bonn

1993
- Ein-Stellung, Torhausgalerie, Braunschweig

1996
- Bakunin - Ein Denkmal, NGBK, Berlin

2000
- Hörgänge, Öffentliche Räume Völksen

2018
- Wohnzimmer Europa, Städtisches Museum, Braunschweig
- ICH - BBK, halle 267, Städtische Galerie, Braunschweig

2020
- Der Tod und das Mädchen, Museen Schloss Voigtsberg, Oelsnitz
- MOVE – BBK, halle 267, Städtische Galerie, Braunschweig

2022
- UNSICHTBAR - BBK, halle 267, Städtische Galerie, Braunschweig

2023
- Vom Drucker Zum Sammler - Einblick in die Sammlung von U. Lindner, Das Zimmer, Braunschweig
- Alter Park, “Parkomanie 2023”, Burgwedel
- HAUM, “WeitschRelouded”, Braunschweig
- BBK, “Frieden”, Osnabrück
- BBK-Torhaus, “40 x 40”, Braunschweig

2024
- Haus Köppen, “250 Druckgraphiken für CDF”,  Greifswald
- Moritzburg, “Sammlung Hasen”, Halle
- kunstverein burgwedel/isernhagen, “Perspektiven”, Isernhagen
- Markgräfler Museum, “(R)EVOLUTION”,  Müllheim
- halle 267, Städtische Galerie, “KUNST.MACHT.ARBEIT” (BBK), Braunschweig
- Schlachthof, “Ich Sehe Wen, Den Du Nicht Siehst”, Bremen
- 4h-art, “Der/Die/Das Fremde”, Hannover
- Markk Museum, “30. Mexikanisches Totenfest”, Hamburg

## Werke (Auswahl)

### Video-Skulpturen
- Deutsche Räume I-IV, 1983
- Ikarus’ Aufkehr, 1989
- Kommt, laßt uns gehen…, 1994
- Headache, 1996
- Pilatus’ Schüssel, 1996
- Német terek I-IV, 2000
- Roman eines Schicksallosen, 2000
- Die englische Flagge, 2000
- Venice VI, 2010
- Fog, 2012
- fortress europe, 2013
- Mit Ansage, 2014
- Wer hat Angst vorm schwarzen Mann?, 2014
- Bruno! Bruno, wo bist Du?, 2015
- Weimar II, 2015
- Conditio sine qua non, 2022
- Bleierne Hilfe, 2022
- Ich kriege Dich..., 2022
- So Visionär? So Visionär!, 2022
- Bruno, wo bist Du?, 2022
- WAS IST ZU TUN?, 2022
- ... Wird Widerstand zur Pflicht!, 2022
- Diss is nott Ammerika, 2022
- Wer hat Angst vorm schwarzen Mann?, 2022
- ... Nur eine Frage der Zeit, 2022
- kleinesGASstück, 2024

### Veröffentlichungen
- Braunschweiger Totentanz
- Drittes Reich?
- Masken
- Kleine Attentate

### Werke im öffentlichen Besitz
- Rheinischer Klüngel, Stadthalle, Stadt Troisdorf
- Per i dimenticati, Skulpturenmuseum Cagliari, Sardinien, Italien
- Müller 14/18, Gedenkhalle Oberhausen, Stadt Oberhausen
- Maikäfer flieg…, drei Skulpturen, Friedhof Hochstraße (Braunschweig)
- Két örszem (2 Wächter), Szabadtéri Bányászati Múzeum, Tatabánya, Ungarn
- Erich Mühsam – Jedem das Seine, Erich-Mühsam-Gesellschaft, Buddenbrookhaus, Lübeck
- Ein Mausoleum für Lebende, Haus 5 - ehemaliges Bewahrungshaus auf dem Gelände der LVR-Klinik, Düren
- Novemberpacken, Städtisches Museum Braunschweig, Stadt Braunschweig
- Maikäfer flieg..., Die gescheiterte Hoffnung, FOG,  Skulpturengarten des Wasserschlosses Wendhausen, Gemeinde Lehre;
- “Flucht der Verbrannten” Archivsammlung des IBRG, Stadt Braunschweig;
- “Frei nach Posada” Markk Museum, Hansestadt Hamburg;

## Galerie

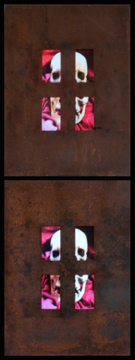
Venice VI; 2010
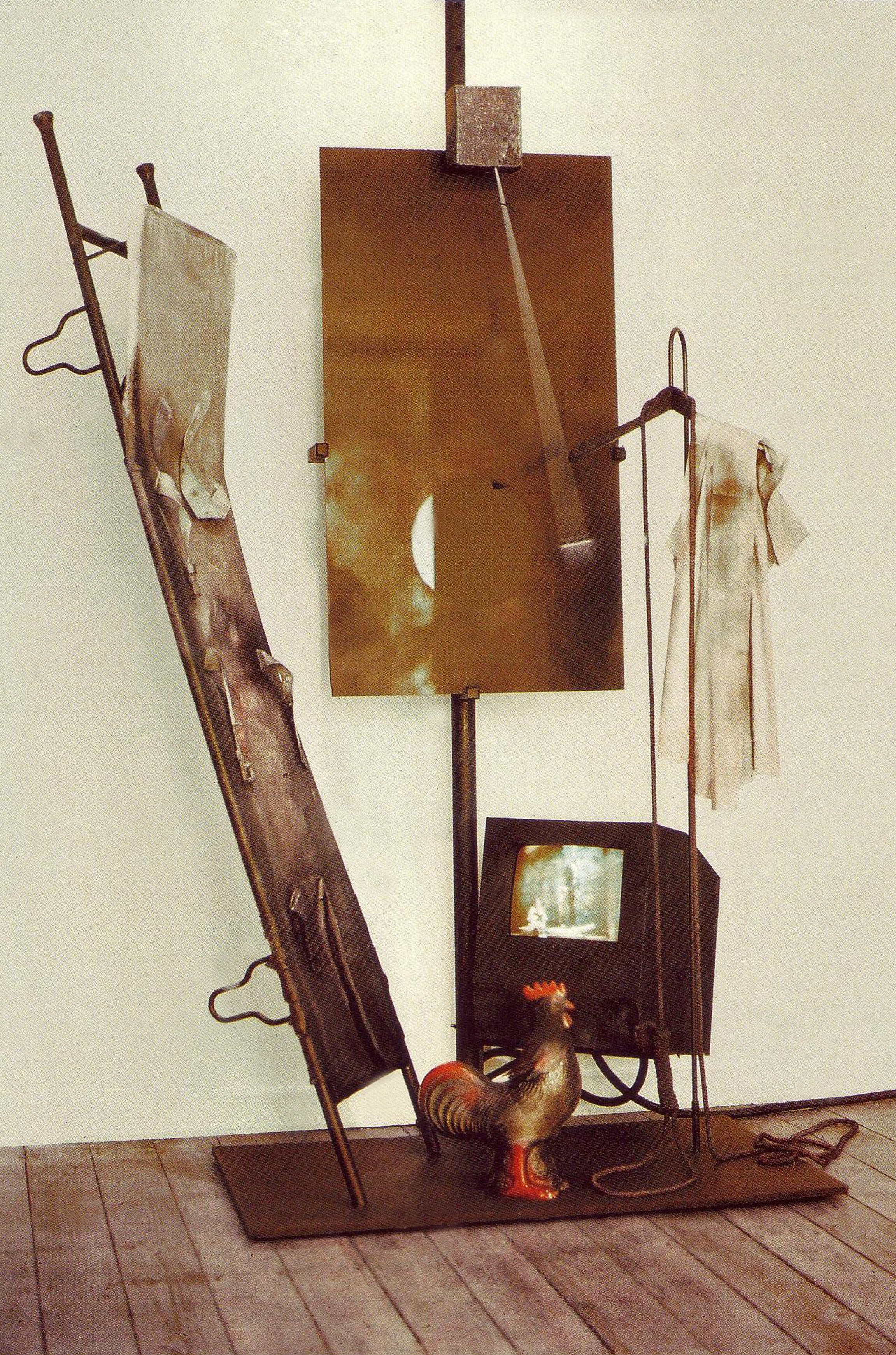
Deutsche Räume (4-teilig); 1990
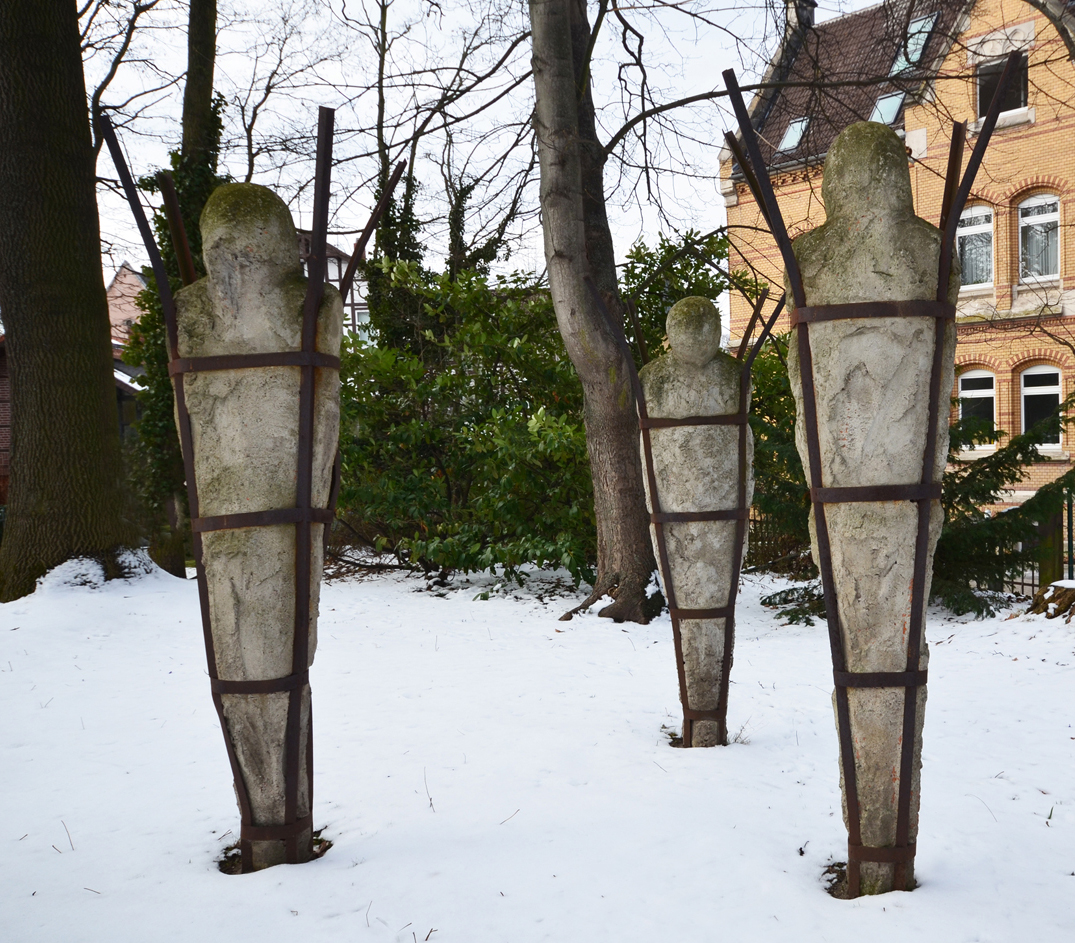
Maikäfer flieg...; 1985–1987
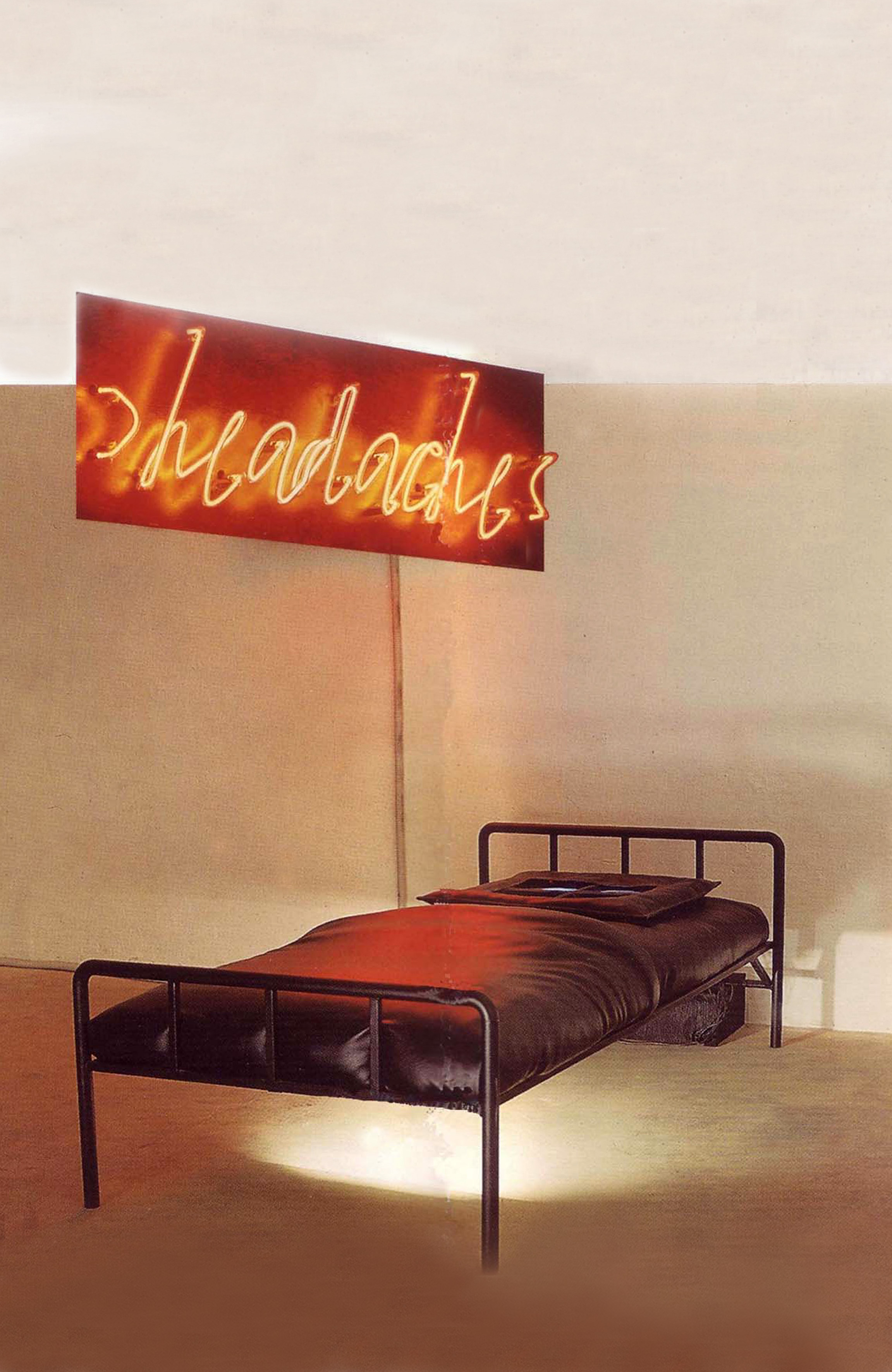
Headache (6-teilig); 1996–1998
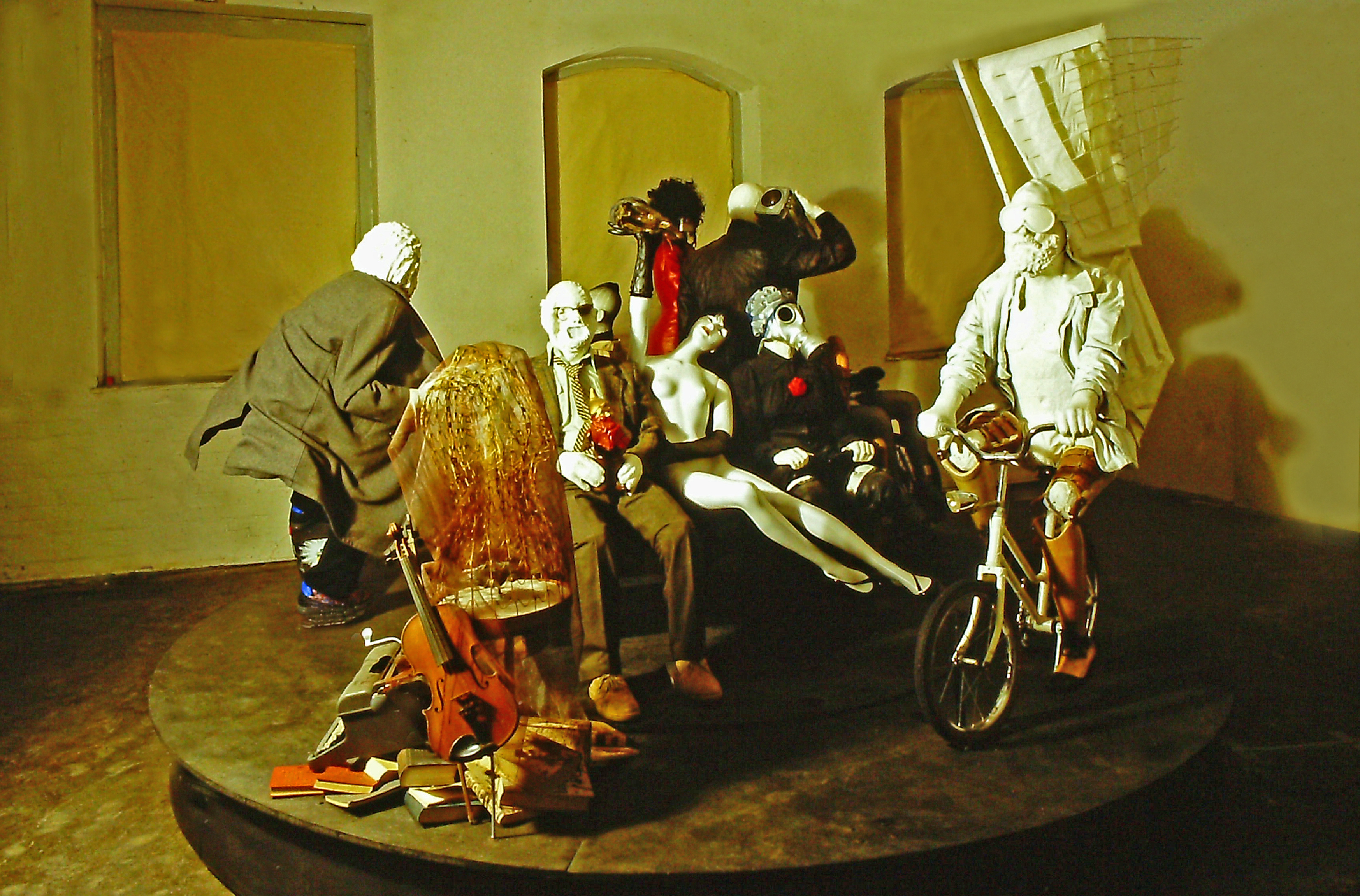
Das Intellektuellenkarussell; 1989–1991
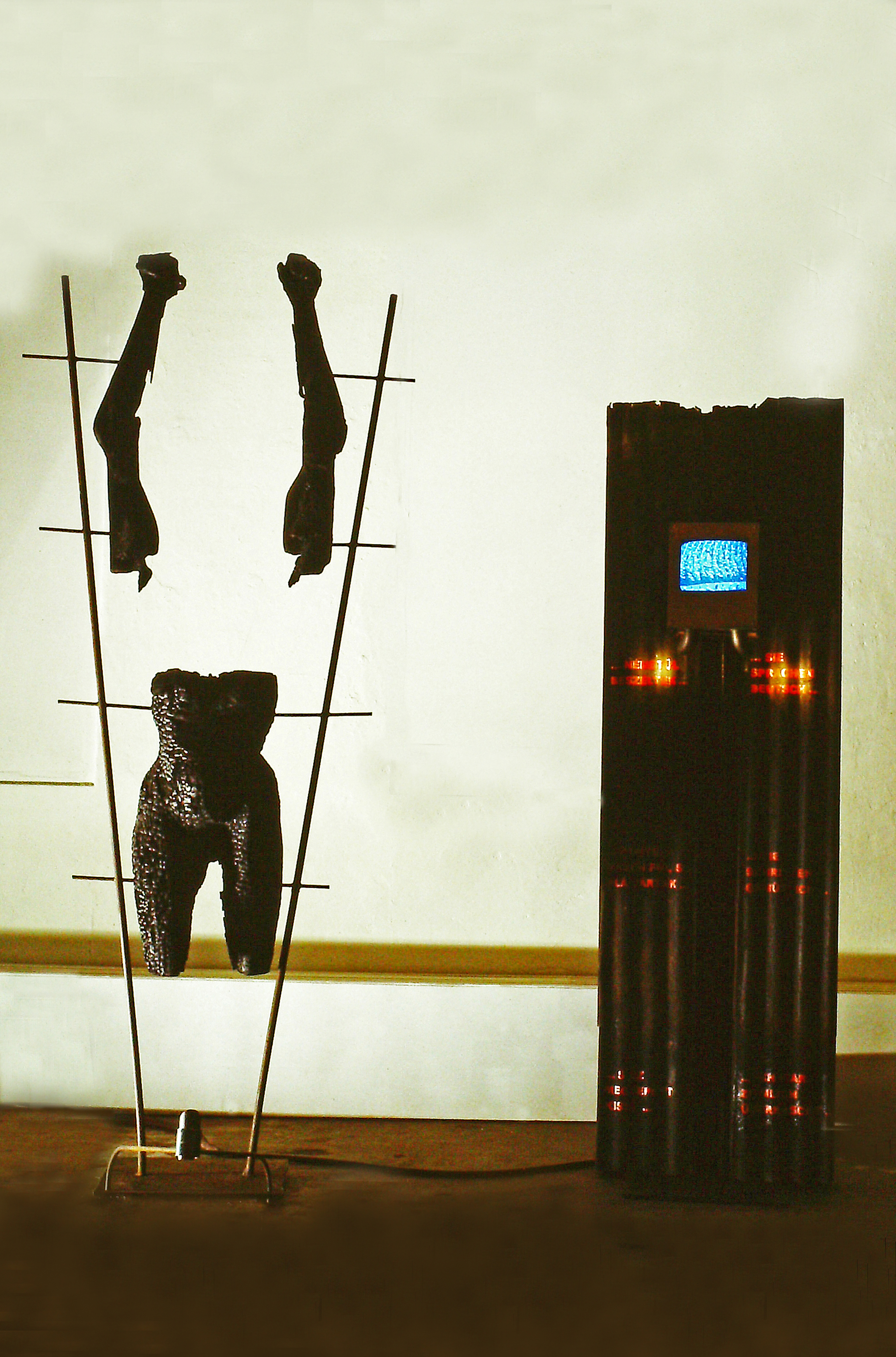
Roman eines Schicksalslosen; zu Imre Kertész (4-teilig); 1999–2000
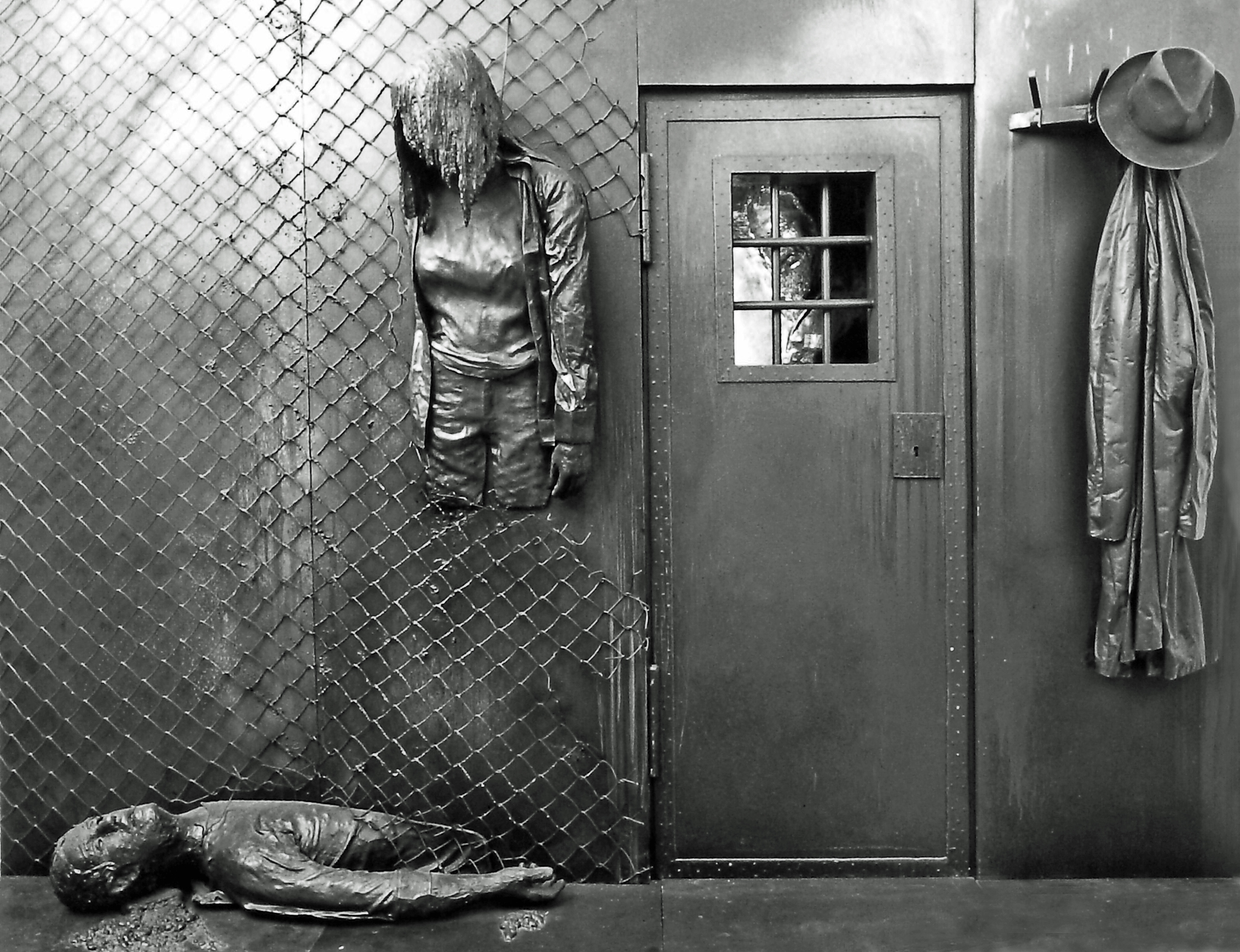
Lehrstück aus längst vergangenen Zeiten 1981

## Ausstellungskataloge
- Berichterstattung = Gesichtsbestattung, Galerie KK, Braunschweig 1978
- Beinah alltägliche Begebenheiten, mit Texten von Prof. Siegfried K. Lang und Prof. Dr. Helmut Kommer, reihe ab-art, Verlag Guttandin & Hoppe, Marburg 1981
- Environments, Text: Dieter Laue, Verlag HINZ & KUNST, Braunschweig 1981
- Malatesta, Galerie KK, Braunschweig 1985
- Auf daß der Tod uns lebendig findet..., mit Texten von Ewald Gäßler, Walter Kronstein, Bernhard Mensch und Siegfried K. Lang, Grenzland Verlag, Braunschweig 1986
- Die Mörder sind unter uns, Text: Siegfried K. Lang, Schaufenstergalerie, Kassel 1987
- Per i dimenticati, Text: Mattia Mattei, Cagliari, Sardinien, Italien 1988
- Nicht naschen Paul, Text: Martin Jasper, Grenzland Verlag, Braunschweig 1990
- Das Ikarus Projekt, Galerie KK im Fisch, Braunschweig 1992
- Das Intellektuellenkarussell, Galerie KK im Fisch, Braunschweig 1996
- Deutsche Räume, Galerie KK im Fisch, Braunschweig 1997
- Headache, Text: Georg Kiefer, Galerie KK im Fisch, Braunschweig 1998
- Variationen zu Imre Kertész, Konsumverein, Braunschweig 2000
- Die sieben Todsünden, Text: Dietrich Kuessner, Dr. Anne Mueller von der Haegen, einRaum5–7, Braunschweig 2019
- Kleine Attentate, Text: Dietrich Kuessner, einRaum5–7, Braunschweig 2020
- außen frei schön, Text verschiedener Autoren, Braunschweig 2021

## Rezeption
- Licht fällt in einen Raum..., Hans Martin Kind, Verlag HINZ & KUNST, Braunschweig 1982
- Was hast Du im Kopf oder Das Nichts ist gefährlich, Karin Kramer Verlag, Berlin 1983
- Der Künstler Manfred Fischer, Galerie Schwarz auf Weiss, Berlin 1983
- Das Relief an sich...,. Ulli Weiß, Grenzland Verlag, Braunschweig 1986
- Ikarus´ Heimkehr, Karin Kramer Verlag, Berlin 1989
- Texte zu Ikarus, Galerie KK im Fisch, Braunschweig 1992
- Bakunin und der Fuchs, Bakunin - Ein Denkmal, NGBK e.V., Berlin 1996
- Der Künstler Manfred Fischer, Werkverzeichnis der frühen Druckgrafik, Galerie Signum Winfried Heid, Heidelberg 2023

## Fotoserien
- Heiner Koether: Rose working
- Sebastian Dorbrietz: Black Rabbit
- Sebastian Dorbrietz: Denis Stuart Rose – MOODMOOD

## Filme
- Thilo Eckoldt: Denis Stuart Rose: Objekte
- Thilo Eckoldt: Denis Stuart Rose: Arbeiten in Stahl
- INEXHIBITION.HU: Denis Stuart Rose in Videospace
- Thilo Eckoldt: Denis Stuart Rose: Skulpturen im Schlosspark Wendhausen